# Pedra da Gávea
La pedra da Gávea  es un monolito que se eleva 842 metros sobre el nivel del mar en su punto más alto, situado en la floresta da Tijuca en Barra da Tijuca (Río de Janeiro, Brasil). Es el mayor monolito del mundo en una costa. La roca está compuesta de gneis y granito, y debido a su posición, el tamaño y la ubicación en la costa, así como la falta de ocupación por parte de vegetación, ha sido fuertemente erosionada por los elementos.
Recibe su nombre en portugués —que significa ‘piedra de la gavia’— a causa del parecido de la parte superior de la roca con una de estas velas.